# 县溪镇
县溪镇，是中华人民共和国湖南省怀化市通道侗族自治县下辖的一个乡镇级行政单位。

## 行政区划
县溪镇下辖以下地区：
县溪社区、瓜坪村、坪潮村、多星村、屯里村、恭江村、高寨村、杆子溪村、阳晚滩村、蔬菜村、晒口村、深度村、地阳坪村、张黄村、黄忙村、老湾村、香坪村、茶溪村、土溪村、同古村、田家村和木溪村。